# Profes
ProfesはWindowsで動作するファイル共有ソフトである。ソースコードはC#で書かれている。
また動作には Microsoft .NET Framework 3.5 Service Pack 1が必要である。

## 概要
2ちゃんねるのダウンロードソフト板から生まれた、国内産といわれるファイル共有ソフトのなかでは珍しく、オープンソースで開発されている。そのため開発者の、逮捕や開発の放棄に伴う開発停止等が起こらないようになっている。
なお、分散ハッシュテーブルのアルゴリズムにはKademliaを使用している。また、ユーザーインタフェースとファイル共有ソフトの要である通信部の分離を目的として、WPFをユーザーインタフェースの部分に使用し、また通信部にはWCFを使用している。また、ver1.54βで、UPnPに対応した。
なお、βテストは終了し、作者によって次期正式リリース版であると見られるProfes2が作成中であったが、現在はGoogle Code、公式ページともに閉鎖され作者からの正式発表はないものの開発中止になったのではないかといわれている。

## 秘匿性と匿名性
2010年3月の時点では、Profesの通信内容の秘匿性やファイル提供者の匿名性を脅かす解析ソフトやクローラなどは公開されていない。

## バージョンアップ履歴
| バージョン              | リリース年月日 | 変更内容 |
| ----------------------- | -------------- | --- |
| 1.27β 1.28β             | 2009年2月27日  | - (1.27β)例外情報がerror.logファイルに出力されるようになり、中継を30%の確率ではさむようになった。 - (1.28β)キャッシュ管理に関する致命的なバグが修正された。 |
| 1.29β                   | 2009年2月28日  | 長時間起動しているとCPU使用率が上がるバグが修正された。 |
| 1.30β                   | 2009年3月3日   | ダウンロードタスクの最適化とトリガが何度も同じファイルを登録してしまうバグが修正された。 |
| 1.31β                   | 2009年3月4日   | DDNSに対応するようになった。ダウンロード、アップロードリストをソートすると落ちるバグが修正された。 |
| 1.32β 1.33β             | 2009年3月5日   | - (1.32β)通信部が見直された。またアップロード試行率が調整された。 - (1.33β)アップロード進行率のバグが修正された。また通信時のタイムアウト時間が延長された。 |
| 1.34β                   | 2009年3月9日   | Keyの仕様が全面的に見直され前バージョンとの互換性が無くなった。ただしCacheBlockHashリストを分離したぶんKeyのサイズが減っている。 |
| 1.35β                   | 2009年3月10日  | 一部アップロードが正しく反映されないバグが修正された。また、ステータスのソートをすると落ちるバグが修正された。 |
| 1.36β 1.37β             | 2009年3月13日  | - (1.36β)ネットワークを流れるファイルにコメントが付けられるようになった。 - (1.37β)コメントの評価ボタンを押すとソフトが落ちるバグが修正された。 |
| 1.38β 1.39β             | 2009年3月16日  | - (1.38β)評価プログレスバーの配色が、良い=赤、悪い=青に変更された。さらに評価コメントの重複判定バグが修正されている。また、1分ごとにProfes.P2P.FileShare.dll.configのバックアップをとるように変更された。 - (1.39β)_pingTimer_Clock内_nodeList[i]をlockするように変更された。 |
| 1.40β                   | 2009年3月17日  | ノードが追加されないという致命的なバグ修正された。また、評価プログレスバーの配色が、良い=青、悪い=赤に変更されている。 |
| 1.41β 1.42β             | 2009年3月22日  | - (1.41β)マルチスレッド周りと通信部が全面的に見直された。また多重ダウンロードに対応するようになった。 - (1.42β)Profes.P2P.FileShare.dll.configのバックアップ時にソフトが落ちるバグが修正された。また、ノードの追加時にソフトが落ちるバグが修正された。 |
| 1.43β                   | 2009年3月24日  | StoreとDownload完了判定の最適化が行われた。 |
| 1.44β 1.45β 1.46β 1.47β | 2009年4月7日   | - (1.44β)Keyの上書き判定のバグが修正され、Keyの書き換え率が調整された。また、ノードの死亡判定をノード数が50以上なら積極的に行うように変更され、リボンUIが実装された。 - (1.45β)終了時に確認画面が出されるように変更された。また、まれにDownload時に落ちるというバグが修正された。また、ファイル共有のサービスを終了時に強制終了することによって、以前より早く終了できるように修正され、同じパスの多重起動を防止するように変更された。 - (1.46β)デバッグコードが入ったままだったものが修正された。 - (1.47β)ダウンロードするものをリストに追加した時にソフトが落ちるバグが修正された。 |
| 1.48β                   | 2009年4月8日   | CacheListがLockされていなかったバグが修正された。また、設定ファイルが引き継げないバグが修正された。 |
| 1.49β                   | 2009年4月15日  | 設定ボタンの表示毎にIDが変わるバグが修正された。さらに、アップロードに登録されているキャッシュが消された場合、ソフトが落ちるバグが修正され、Query,Storeの数値を一度上げると下げられないバグが修正された。また、キャッシュディレクトリ、ダウンロードディレクトリが作成されていない場合、カレントディレクトリに作成するようになった。また、ResourceDictionaryを動的に読み込めるようになった。なお、リボンUIのバグが多すぎるためこのバージョンでリボンUIが廃止された。 |
| 1.50β 1.51β 1.52β 1.53β | 2009年4月22日  | - (1.50β)ツリー検索部が大幅に改良された。 - (1.51β)スキン変更時に落ちるバグと、ツリー形式に検索アイテムを追加しないと落ちるバグが修正された。また、ツリーの"Search"アイテムの変更を保存できるように変更し、デフォルトのスキンが増やされた。 - (1.52β)スキン変更後、設定ボタンを押すとソフトが落ちるバグが修正された。 - (1.53β)ツリービュアアイテムが削除できなくなるバグと、ツリービュアアイテムを編集するとソフトが落ちるバグが修正された。 |
| 1.54β                   | 2009年5月4日   | スキンの管理方法の修正と言語ファイルの管理方法の修正、接続率の調節がおこなわれた。 また、UPnPに対応した。 |
| 1.55β                   | 2009年5月6日   | UPnPの一部バグ修正が行われた。 |

## 外部サイト
- Profes(旧) - ウェイバックマシン（2009年2月15日アーカイブ分）
- Profes(新) - ウェイバックマシン（2009年7月29日アーカイブ分）
- Profes